# Feel Good Inc.
"Feel Good Inc." is een lied van de virtuele band Gorillaz en de eerste single ter promotie van het album Demon Days. Het is uitgebracht op 5 april 2005 in de Verenigde Staten en op 9 mei 2005 in het Verenigd Koninkrijk. "Feel Good Inc." is tot op heden Gorillaz' meest succesvolle single: het behaalde de tweede plaats in de Britse Singles Chart en werd daarnaast genomineerd voor een Grammy Award en twee MTV Video Music Awards. Het nummer was ook te spelen op de game Guitar Hero 5.

## Opnamen
Toen Albarn Danger Mouse uitkoos als producer voor het tweede Gorillaz-album, was "Feel Good Inc." een van de eerste nummers die ontstond. "Albarn: Het was erg instinctief: als je iemand niet echt kent en je ze vraagt 'wil je langs komen en wat nummers proberen?' Gewoonlijk werkt het niet zo simpel." Danger Mouse: "We waren gewoon dingen aan het uitproberen, en het hele project ging eigenlijk vanzelf. Het enige wat we deden was zorgen dat alles in elkaar paste, want ik was net klaar met The Grey Album en dat was iets compleet anders. Ik was eigenlijk compleet onvoorbereid."

## Muziek
Het nummer begint met een mannelijke lach, die zorgt voor een transitie tussen "Feel Good Inc." en "Dirty Harry", het voorgaande nummer op Demon Days. Damon Albarns vocalen bij het eerste couplet zijn ingezongen via een megafoon. De zang wordt afgewisseld met enkele raps van De La Soul. De teksten worden begeleid door een akoestische gitaar, basgitaar en hiphop-achtige percussie.

## Nummers
- 7-inch

1. "Feel Good Inc."
2. "68 State"

- cd

1. "Feel Good Inc."
2. "Spitting Out the Demons"

- dvd

1. "Feel Good Inc." (video)
2. "Spitting Out the Demons"
3. "Bill Murray"

- Japanse cd

1. "Feel Good Inc."
2. "Spitting Out the Demons"
3. "Bill Murray"
4. "Murdoc Is God"
5. "Feel Good Inc." (video)

## NPO Radio 2 Top 2000
| Nummer met noteringen in de NPO Radio 2 Top 2000 | '16 | '17 | '18 | '19 | '20 | '21 | '22 | '23 | '24 |
| ------------------------------------------------ | --- | --- | --- | --- | --- | --- | --- | --- | --- |
| Feel Good Inc.                                   | 764 | 577 | 437 | 649 | 645 | 584 | 476 | 556 | 599 |

1. ↑  Een vetgedrukt getal geeft de hoogste notering aan.
2. ↑  2016 was het eerste jaar met een notering voor dit nummer.

Damon Albarn · Jamie Hewlett